# Pierre-Claude Nivelle de La Chaussée

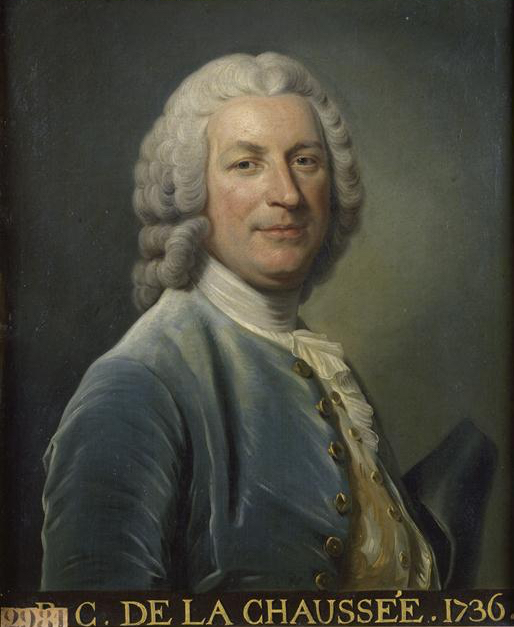
Nivelle de La Chaussée.

Pierre Claude Nivelle de La Chaussée (* 14. Februar 1692 in Paris; † 14. März 1754 ebenda) war französischer Dramatiker.
La Chaussée trat erst in seinem 40. Jahr mit einem kleineren Gedicht an die Öffentlichkeit, wandte sich dann dem Theater zu und wurde der Begründer der so genannten comédie larmoyante. Er schrieb nur in Versen, befolgte die Regeln des klassischen Dramas streng und verlegte seine Handlung in die bürgerlichen Kreise. Dabei entbehren seine Situationen jeder Komik.
Ab 1736 war er Mitglied der Académie française (Fauteuil 17).

## Werke
Einzelausgaben
- La fausse antipathie. 1733.
- Le préjugé à la mode. 1735 (das gegen das damals weitverbreitete Vorurteil gerichtet war, ein Mann von Stand könne für seine Frau keine Liebe zeigen).
- L’école des amis. 1737.
- Mélanide. 1741.
- L’écoledes mères. 1744.
- La gouvernante. 1747.
- Contes et poésies. Paris 1880 (hrsg. von Paul Lacroix).

Werkausgaben
- Œuvres complètes. Paris 1762 (5 Bde.).
- Œuvres choisies. Paris 1813 (2 Bde.).
- Oeuvres de théâtre de monsieur Nivelle de La Chaussée, de l’Académie françoise (Edition Corvey). Belser Wissenschaftlicher Dienst, Wildberg 1989/90, ISBN 3-628-63111-4 (Mikrofiche-Ausg. Prault, Paris 1880).